# Parti de la justice et de la prospérité
Le Parti de la justice et de la prospérité (en indonésien : Partai Keadilan Sejahtera, abrégé en PKS), est un parti politique indonésien anciennement affilié aux Frères musulmans.

## Résultats électoraux

### Élections législatives
| Année | Voix       | %    | Sièges   | Rang | Gouvernement |
| ----- | ---------- | ---- | -------- | ---- | ------------ |
| 1999  | 1 436 565  | 1,36 | 7 / 462  | 7e   | Oui          |
| 2004  | 8 325 020  | 7,34 | 45 / 550 | 6e   | Oui          |
| 2009  | 8 204 946  | 7,88 | 57 / 560 | 4e   | Oui          |
| 2014  | 8 480 204  | 6,79 | 40 / 560 | 7e   | Non          |
| 2019  | 11 493 663 | 8,21 | 50 / 575 | 6e   | Non          |